# Folklore of Assam (livro)
Folclore of Assam é um abrangente livro sobre o folclore Assamês de autoria de Jogesh Das, publicado pela National Book Trust em 1972. O livro faz parte da série Folklore of India, foi escrito originalmente em inglês e depois em outras línguas indianas.